# کاماس (یوتا)
کاماس (به انگلیسی: Kamas) شهری در ایالت یوتا کشور ایالات متحده آمریکا است که جمعیت آن در سرشماری سال ۲۰۱۰ میلادی، ۱٬۸۱۱ نفر بوده‌است.